# مهر ۱۳۹۲
مهر ۱۳۹۲، هفتمین ماه سال ۱۳۹۲ هجری خورشیدی است.
آغاز آن دوشنبه، ۱ مهر ۱۳۹۲ برابر با ۲۳ سپتامبر ۲۰۱۳ میلادی است.